# Marlette Lake Water System
Das Marlette Lake Water System ist die Wasserversorgung für Virginia City im Bundesstaat Nevada der USA. Das Kernstück der Versorgung der ehemaligen Bergbaustadt ist die Zuführung von Wasser aus dem Marlette Lake, die mithilfe eines Sifons von mehr als 520 m Fallhöhe ein Tal unterquert. Die bei einer Wasserversorgung in den Vereinigten Staaten erstmals angewandte Technik eines Sifons, der außerdem bei Inbetriebnahme die größte Fallhöhe der Welt aufwies, machten das Marlette Lake Water System zu einem Denkmal der Ingenieurtechnik und setzte es auch auf die nationale Liste der geschichtlichen Denkmäler.

## Geschichte
Mitte des 19. Jahrhunderts war Virginia City Amerikas größter Produzent von Silber und Gold, aber der Bergbau benötigte viel Wasser. Auf der Virginia Range liegt in den Wintern zwar etwas Schnee, aber das Schmelzwasser fließt zum Carson River hinunter, nicht nach Virginia City. Der in Zürich ausgebildete deutsche Bauingenieur Hermann Schüssler aus Niedersachsen wurde 1871 von der privaten Virginia and Gold Hill Water Company beauftragt, eine zuverlässige Wasserversorgung für die Stadt zu entwerfen, die Wasser von einer Quelle in der Sierra Nevada bezieht. Sie wurde in den Jahren 1873 bis 1887 errichtet.

## Anlage
Die Wasserversorgung brachte das Wasser vom Marlette Lake⊙ nach Virginia City. Es wurde dem See auf der Westseite entnommen und in offenen Holzkanälen am Hang oberhalb des Lake Tahoes nach Norden geführt, unterquerte dann die Wasserscheide in Richtung Osten mit einem Stollen und floss von da wieder in offenen Holzkanälen zum Hobart Reservoir⊙, das etwa 4400 m³ fasst. Ein weiterer Kanal nahm im Norden oberhalb von Incline Village Wasser vom Third Creek auf und brachte es zum Westportal des Stollens unter der Wasserscheide. 
Vom Hobart Reservoir führte ein 7,4 km langer Kanal zum Einlauf⊙ des Sifons. Dieser besteht aus einer ca. 11 Kilometer langen genieteten Eisenleitung mit einem Durchmesser von 12 Zoll (ca. 30 cm), welche die westliche Talflanke des Washoe Valley hinunter verläuft, die I-580/US-395 unterquert und am Osthang wieder nach oben verläuft. Vom Auslauf⊙ des Sifons floss das Wasser wieder in einem offenen Kanal zum Five Mile Reservoir⊙ und von da weiter nach Virginia City. 
Die Wasserversorgung funktioniert bis heute im Prinzip immer noch gleich, allerdings wurden die Holzkanäle durch Leitungen ersetzt. Sie ging 1963 von der Curtiss-Wright Corporation in den Besitz des Bundesstaates Nevada über. Am Marlette Lake wurde eine Pumpstation eingerichtet, die vor Ort von einer mit Erdgas betriebenen Stromaggregat mit Energie versorgt wird.